# 胡长粲
胡长粲（？—？），安定郡临泾县人，北齐权臣。胡虔之子，胡长仁的从祖兄。胡长粲自小敏悟，因外戚的身份出任给事中、黄门侍郎，累迁章武郡太守、赵州刺史。北齐武成帝驾崩后，胡长粲与领军娄定远、录尚书事赵彦深、左仆射和士开、元文遥、领军綦连猛、高阿那肱、右仆射唐邕，同知朝政，时人号为八贵。薨后赠司空公、瀛州刺史，谥文贞公。胡长粲有子胡仲操，官陈留郡太守，次子胡叔泉，官通直散骑侍郎。